# Kanton Dole-Nord-Est
Dole-Nord-Est is een voormalig kanton van het Franse departement Jura. Het kanton maakte deel uit van het arrondissement Dole. Het werd opgeheven bij decreet van 17 februari 2014 met uitwerking op 22 maart 2015.

## Gemeenten
Het kanton Dole-Nord-Est omvatte de volgende gemeenten:
- Biarne
- Champvans
- Dole (deels, hoofdplaats)
- Foucherans
- Monnières
- Sampans
- Villette-lès-Dole
]